# Bayac
Bayac település Franciaországban, Dordogne megyében. Lakosainak száma 356 fő (2022. január 1.). Bayac Couze-et-Saint-Front, Beaumontois-en-Périgord, Bourniquel, Lanquais, Monsac, Pontours és Beaumont-du-Périgord községekkel határos.

## Népesség
A település népességének változása:
| Lakosok száma | 348  | 304  | 328  | 382  | 349  | 347  | 351  | 360  | 358  | 356  |
|               | 1968 | 1982 | 1990 | 2006 | 2013 | 2015 | 2017 | 2019 | 2020 | 2022 |